# Кесельман, Семён Иосифович
Семён Ио́сифович (О́сипович) Ке́сельман (14 [26] июля 1889, Одесса — 9 августа 1940, там же) — русский поэт «Серебряного века», представитель юго-западной, левантийской или, иначе, одесской литературной школы.

## Творческий путь
О биографии Семёна Кесельмана известно мало. Он родился в еврейской семье и всю жизнь прожил в Одессе. Будущий поэт рано остался без отца и воспитывался овдовевшей матерью. Она чрезвычайно любила своего сына, благодаря ей он смог получить юридическое образование. Из-за слабого здоровья своей матери Семён был вынужден неотлучно находиться при ней, что, возможно, впоследствии отрицательно сказалось на его поэтической карьере.
Получив признание среди своих коллег по поэтическому цеху как один из лучших одесских поэтов, Кесельман так и остался безвестным провинциальным поэтом, в то время как его младшие собратья по одесскому Литературно-артистическому обществу, кружку «Среда», покинув Одессу, получили в Москве всероссийскую известность. Помимо самого Кесельмана членами одесского поэтического объединения были поэты Яков Гольдберг, супруги Зинаида Шишова и Натан Шор (Анатолий Фиолетов, убитый по ошибке бандой Мишки Япончика вместо своего брата Осипа (Остапа) Вениаминовича Шора, — прототипа Остапа Бендера), Валентин Катаев и Юрий Олеша (начинавшие творческий путь как поэты, но прославившиеся затем в качестве прозаиков).
Одесская литературная школа, сложившаяся в том числе и под влиянием Семёна Иосифовича Кесельмана, дала России Владимира Жаботинского, Валентина Катаева, Евгения Петрова, Илью Ильфа, Эдуарда Багрицкого, Юрия Олешу, Семёна Кирсанова, Ефима Зозулю, Веру Инбер и многих других.
О популярности Семёна Кесельмана в Одессе говорит тот факт, что его имя окружено многочисленными легендами, часть из которых принадлежит самим одесским писателям, в частности, Валентину Катаеву, до сих пор единственному биографу Семёна Кесельмана:

Он был, эскесс, студентом, евреем, скрывавшим свою бедность. Он жил в большом доме, в нижней части Дерибасовской улицы, в «дорогом районе», но во втором дворе, в полуподвале, рядом с дворницкой и каморкой, где хранились иллюминационные фонарики и национальные бело-сине-красные флаги, которые вывешивались в царские дни. Он жил вдвоём со своей мамой, вдовой. Никто из нас никогда не был у него в квартире и не видел его матери. Он появлялся среди нас в опрятной, выглаженной и вычищенной студенческой тужурке, в студенческих диагоналевых брюках, в фуражке со слегка вылинявшим голубым околышем. У него было как бы смазанное жиром лунообразное лицо со скептической еврейской улыбкой. Он был горд, ироничен, иногда высокомерен и всегда беспощаден в оценках, когда дело касалось стихов.— В. П. Катаев, «Алмазный мой венец».
Кесельман публиковал свои юмористические и иронические стихи под псевдонимом «Эскесc» (по первым буквам имени и фамилии), а лирические под своей подлинной фамилией. Его публикации появлялись в одесской периодике: журнал «Крокодил» (1911—1912 гг.), газеты «Южная мысль», «Одесские новости». Он печатался в одесских альманахах «Шёлковые фонари», «Солнечный путь». Пик его литературной славы приходится на 1910 — 1918 годы. Поэт принимал участие в литературных «битвах» своего времени. Так в конце 1914 года в Одессе появился поэт-меценат некто Пётр Ильич Сторицын — псевдоним Петра Ильича Когана, сына банкира, мецената и сам поэт-дилетант, вздумавший в военное время издавать роскошные поэтические сборники безвестной литературной молодёжи.
Вдохновлённый примером одесского альманаха «Шёлковые фонари» 1914 г., Сторицын выпускает на свои деньги альманахи «Серебряные трубы» (1915), «Авто в облаках» (1915), «Седьмое покрывало» (1916), «Чудо в пустыне» (1917). В них публикуются Эдуард Багрицкий, Анатолий Фиолетов, Яков Галицкий, Илья Дальгонин, Александр Горностаев и столичные поэты — Владимир Маяковский, Сергей Третьяков, Вадим Шершеневич. Оформительской частью занимался художник Сандро Фазини. По мнению Алёны Яворской: «Эти сборники положили начало знаменитой одесской южно-русской литературной школе».
Не приглашённый участвовать Сторицыным в эти сборники, Семён Кесельман опубликовал ядовитые пародии и шаржи на поэтов «Серебряных труб» — «Оловянные дудки»: «Поэт Коган, субсидирующий предприятие, страдающий размягчением мозга на почве русской литературы и онанизма. Сверху — лавровишневый венок». Впрочем, это не испортило репутации Кесельмана как ведущего одесского поэта. Его авторитет признавали Валентин Катаев, Юрий Олеша, Александр Биск.
В беллетризованной форме Валентин Катаев уделил биографии Семёна Кесельмана несколько страниц своего произведения «Алмазный мой венец»:

Он был поэт старшего поколения, и мы, молодые, познакомились с ним в тот жаркий летний день в полутёмном зале литературного клуба, в просторечии «литературки», куда Пётр Пильский, известный критик, пригласил через газету всех начинающих поэтов, с тем чтобы, выбрав из них лучших, потом возить их напоказ по местным лиманам и фонтанам, где они должны были читать свои стихи в летних театрах. 

Эскесс уже тогда был признанным поэтом и, сидя на эстраде рядом с полупьяным Пильским, выслушивал наши стихи и выбирал достойных.  На этом отборочном собрании, кстати говоря, я и познакомился с птицеловом и подружился с ним на всю жизнь. Пётр Пильский, конечно, ничего нам не платил, но сам весьма недурно зарабатывал на так называемых вечерах молодых поэтов, на которых председательствовал и произносил вступительное слово, безбожно перевирая наши фамилии и названия наших стихотворений. Перед ним на столике всегда стояла бутылка красного бессарабского вина, и на его несколько лошадином лице с циническими глазами криво сидело пенсне со шнурком и треснувшим стеклом. Рядом с ним всегда сидел ироничный эскесс. Я думаю, он считал себя гениальным и носил в бумажнике письмо от самого Александра Блока, однажды похвалившего его стихи. Несмотря на его вечную иронию, даже цинизм, у него иногда делалось такое пророческое выражение лица, что мне становилось страшно за его судьбу.— В. П. Катаев, «Алмазный мой венец».
Описываемые Катаевым события происходили летом 1914 года. Так называемый «Кружок молодых поэтов» был создан известным журналистом Петром Мосевичем Пильским. 27 мая 1914 года им был опубликован в газетах следующий анонс: «Поэтам Одессы. Этой зимой возникла мысль об устройстве вечера молодых поэтов юга <…>. Я прошу молодых поэтов собраться в литературном клубе сегодня в 9 час. вечера». Вечер «Кружка молодых поэтов» прошёл 15 июня 1914 г. в курзале Хаджибейского лимана.
Роль поэтического консультанта, которую принял на себя Кесельман, как видно, всех устраивала. Но так получилось, что известный журналист-авантюрист Пильский и восходящая слава одесской литературы Семён Кесельман, организовав начинающих поэтов в Литературно-артистическое общество, заложили костяк будущей славы одесской литературной школы, которая быстро затмила их собственную славу. Они невольно стали крёстными отцами «одесского романа» и «одесской поэзии», но сами при этом обрекли себя на безвестность.
Был автором некоторых миниатюр Владимира Хенкина, которому посвятил следующую эпиграмму:
Евреям Хенкин подражает. 

И громко публика хохочет, —

Увы, никто не замечает,

Что и тогда он подражает,

Когда того совсем не хочет.

### Правда и вымыслы о биографии Семёна Кесельмана

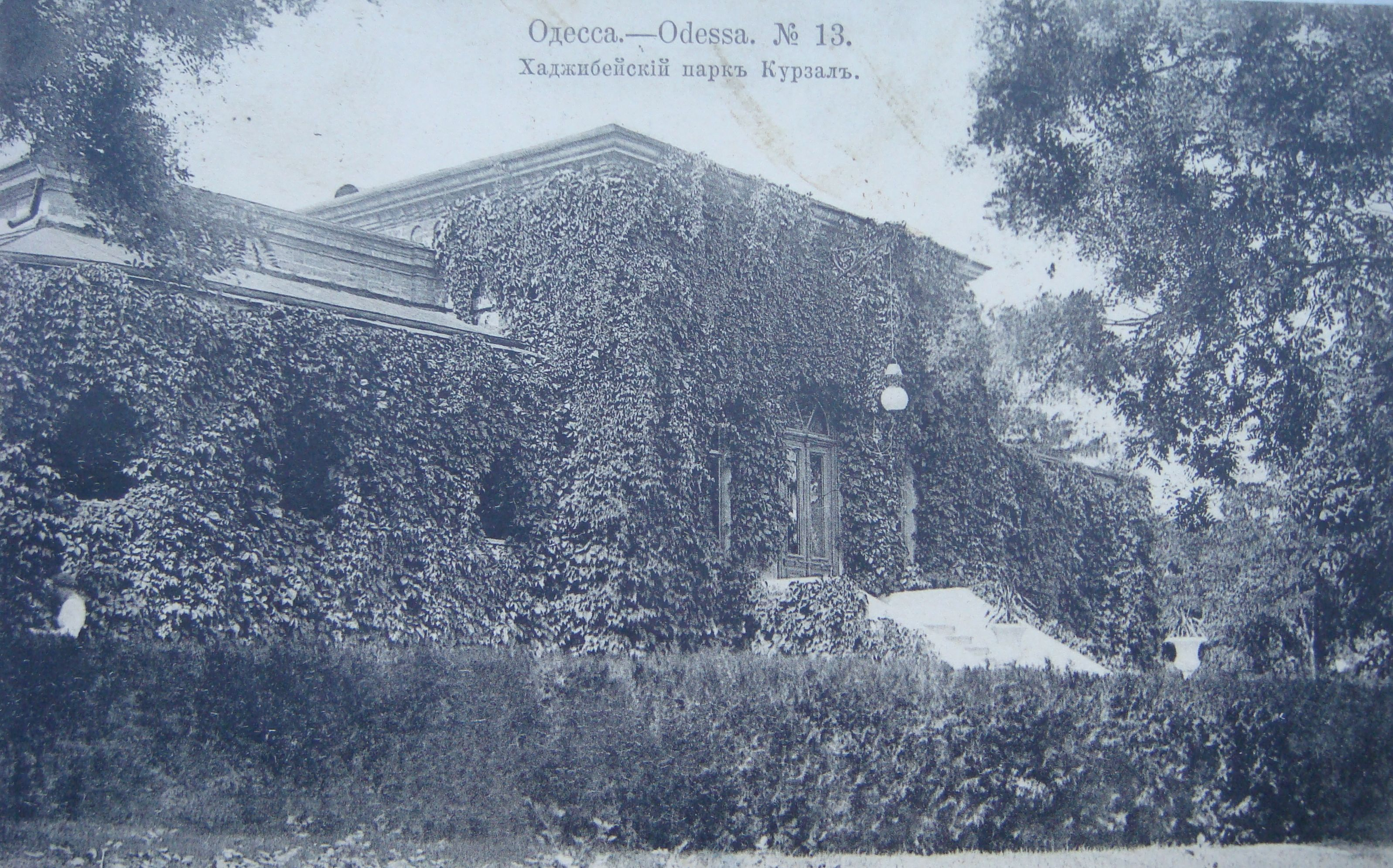
Курзал Хаджибейского лимана, место собрания литературного клуба в 1914 году

Легенду о похвале Блока упоминает в своих воспоминаниях кроме Катаева Юрий Олеша: «Также был ещё в Одессе поэт Семён Кессельман, о котором среди нас, поэтов более молодых, чем он, ходила легенда, что его похвалил Блок… Этот Кессельман, тихий еврей с пробором лаковых чёрных волос…». Однако вдова Семёна Кесельмана позднее свидетельствовала, «что никогда не слышала от мужа о блоковском письме: “Не может быть, чтобы он не сказал бы ей об этом”» (разговор 27 июля 1978 года с С. З. Лущиком).
Другая легенда Катаева гласит, что с приходом Советской власти «гениальный» поэт «поступил на работу в какое-то скромное советское учреждение, кажется даже в губернский транспортный отдел, называвшийся сокращенно юмористическим словом «Губтрамот», бросил писать стихи». Здесь Катаев был не далёк от истины: Семён Иосифович поступил юрисконсультом в одесский Гостиничный трест.
Ещё одна легенда связана со смертью Кесельмана. Её также изложил в своей книге Валентин Катаев, и состоит она в том, что Семён Кесельман «во время Великой Отечественной войны и немецкой оккупации, вместе со своей больной мамой погиб в фашистском концлагере в раскалённой печи с высокой трубой, откуда день и ночь валил жирный чёрный дым…». Некоторые источники даже уточняют, что это было в 1942 году в Доманёвке. На самом деле Семён Иосифович скончался от сердечного приступа ещё до войны. Но когда началась немецко-фашистская оккупация, Милица Степановна Зарокова (Савельева), вдова Кесельмана, убрала с могилы поэта его табличку. Она сделала это с целью сберечь могилу от разрушения. Сама же мать Семёна Иосифовича умерла лет за десять до смерти сына приблизительно в 1930 году.
Скромность и застенчивость поэта были ещё одной притчей во языцех у одесских острословов:
Мне мама не даёт ни водки, ни вина. 

Она твердит: вино бросает в жар любовный; 

Мой Сёма должен быть как камень хладнокровный, 

Мамашу слушаться и не кричать со сна.
Эту эпиграмму Эдуарда Багрицкого, кроме Валентина Катаева, вспоминает и Зинаида Константиновна Шишова, которая пометила её ремаркой: «Об одесском поэте Семёне К., который появлялся в обществе исключительно об руку с мамашей». Однако это противоречит утверждению Катаева, что «никто из нас никогда не был у него в квартире и не видел его матери».

## Оценка творчества
Кто говорит, что у меня есть муж,

По кафедре истории прозектор.

Его давно не замечаю уж.

Не на него направлен мой прожектор.

Сейчас ко мне придёт один эксцесс,

Так я зову соседа с ближней дачи,

Мы совершим с ним сладостный процесс

Сначала так, а после по–собачьи…
«Свою пародию эскесс пел на мотив Игоря Северянина, растягивая гласные и в наиболее рискованных местах сладострастно жмурясь, а при постыдных словах «сладостный процесс» его глаза делались иронично-маслеными, как греческие маслины». В. П. Катаев.
День алосиз, лимоннолистный лес

Драприт стволы в туманную тунику.

Я в глушь иду под осени берсез,

Беру грибы и горькую бруснику.

Кто мне сказал, что у меня есть муж

И трижды овесененный ребёнок?

Ведь это вздор, ведь это просто чушь!

Ложусь в траву, теряя пять гребёнок.

Поёт душа под осени берсез,

Надёжно ждёт и сладко, больно верит,

Что он придёт, галантный мой эксцесс,

Меня возьмёт и девственно озверит.

И, уталив мой алчущий инстинкт,

Вернёт меня к моей бесцельной яви,

Оставив мне незримый гиацинт,

Святее верб и кризантем лукавей.

Иду, иду под осени берсез,

Не находя нигде от грёзы места,

И я хочу, чтоб сгинул, чтоб исчез

Тот дом, где я — замужняя невеста!
Творчество Кесельмана распадается на две составляющие: ироническая, сатирическая поэзия, пародии и кесельмановская лирика. Образцом первой может служить пародия на только что начавшего входить в моду Игоря Северянина. Её приводит в своей книге Валентин Катаев.
Пародия не посвящена какому-то единственному стихотворению И. Северянина, но вобрала в себя собирательный образ пряной «экзотическо-эротической» поэзии знаменитого эго-футуриста, как, например, стихотворение «Грандиоз» (1910 г.): «Все наслажденья и все эксцессы // Все звезды мира и все планеты // Жемчужу гордо в свои сонеты, — // Мои сонеты — колье принцессы!».
В то же время стихотворение «Письмо из усадьбы» (1910 г.) И. Северянина, этой, по отзыву О. Б. Кушлиной, пародической личности было создано от имени скучающей по любовнику героини. Сходная ситуация ещё раз была пародийно обыграна Кесельманом в его юмористическом рассказе «Муж».
Дар лирического поэта в Кесельмане высоко ценил В. П. Катаев:

Некоторые волшебные строчки выпали из полузабытых стихов, как кирпичи из старинных замков эпохи Возрождения, так что пришлось их заменить другими, собственного изготовления. Но, к счастью, лучшие строчки сохранились.
Почему нас так волновали эти стихи? Может быть, мы и были этими самыми бедными ланжероновскими рыбаками, и сентябрь ярусами плыл по низким облакам, и нам снились несказанные блоковские сны, и по морю, где-то далеко за Дофиновкой, ходили святые и над водой носили звезды: Юпитер, Вегу, Сириус, Венеру, Полярную звезду…
— В. П. Катаев, «Алмазный мой венец».
К этому мнению присоединяется поэт и переводчик Александр Биск. В 1947 году, находясь в эмиграции в США, он писал в своих воспоминаниях:

Одним из самых слабых считался у нас [в литературном кружке “Среда”] Валентин Катаев: первые его вещи были довольно неуклюжи; я рад сознаться, что мы в нём ошиблись. <Не> все молодые писатели вышли на большую дорогу. Очевидно, кроме таланта нужно и счастье, и уменье подать себя. Что стало, например, с Семёном Кессельманом, очень талантливым поэтом, которого я лично ставил выше всех остальных? Он прекрасно умел передать чувство одиночества в большом городе.
— Цит. по: Азадовский Константин. Александр Биск и одесская «Литературка» // Диаспора. Новые материалы. I. Париж–СПб., 2001. С. 123
Другой современник следующим образом отзывался о поэтике Семёна Кесельмана: 

…несмотря на молодость поэта С. Кесельмана, в его стихах можно найти все признаки наличности поэтического темперамента и художественного чутья автора. Обстановка поэзии С. Кесельмана: вечер, сумерки. В полумгле неясные очертания предметов, людей, притихшие звуки. Я люблю стихи С. Кесельмана за их нежность, временами доходящую до сентиментальности, за тонкий, покрытый полупрозрачной дымкой рисунок»— Георгий Цагарели, Литературные заметки. — «Молодой журнал», <Одесса>, 1913, № 1. С. 51.
В наши дни Алёна Яворская — сотрудник Одесского Литературного музея — на страницах «Мигдаль-Times» так аттестует творчество Кесельмана: «Эскесс — это прелесть поэзии „серебряного века“, немного застенчивый, бесспорно, самый известный в 1914 году из „молодых поэтов“. На него ссылались, его уважали, „на него ходили“. Он был одной из восходящих звёзд Литературно-артистического общества».
Как пишет Валентин Катаев: «Одно из его немногочисленных стихотворений (кажется, то, которое понравилось Блоку) считалось у нас шедевром. Он сам читал его с благоговением, как молитву»:
СВЯТОЙ НИКОЛАЙ
Прибой утих. Молите Бога,

Чтоб был обилен наш улов.

Страшна и пениста дорога

По мутной зелени валов.

Печальны песни нашей воли,

Простор наш древен и велик,

Но нас хранит на зыбком поле

Прибитый к мачте тёмный лик.

Туманны утренние зори,

Плывет сентябрь по облакам;

Какие сны на синем море

Приснятся тёмным рыбакам?

Темна и гибельна стихия,

Но знает кормчий наш седой,

Что ходят по морю святые

И носят звёзды над водой.
Как отмечают комментаторы, предположение Катаева могло основываться на том, что это стихотворение 1913 года было опубликовано в «Одесских новостях» в 1915 году, а год спустя было перепечатано в петроградском «Новом Сатириконе». Иного способа узнать о нём у Блока не было. Следовательно, на организационном собрании Петра Пильского в «Литературке» у Кесельмана этого письма, если оно вообще существовало, не могло быть — это ещё одна неточность мемуариста.
Александр Биск выделяет другое стихотворение Семёна Кесельмана: «Его образы были неожиданными, но убедительными. Одно стихотворение начиналось так: „Я жду любви, как позднего трамвая“. Это смело, но если вдуматься, как это хорошо».
Я жду любви, как позднего трамвая,

Гляжу во мглу до слёз, до боли глаз,

Творя волшбу, чтоб точка огневая

В конце пустынной улицы зажглась.

Я жду. В душе, — как Млечный путь в цистерне, —

Лишь отраженья зыблются одни.

И грезится, что в сырости вечерней

Уже скользят прозрачные огни.
Разрозненные в периодике и всевозможных альманахах стихотворения так никогда и не были собраны Кесельманом в единый поэтический сборник. Вдове поэта М. С. Савельевой удалось сохранить небольшой по объёму архив Семёна Иосифовича. Некоторые рукописи находятся сейчас в Одесском литературном музее. Рукопись стихотворения «Вид из окна» с подписью «Эскессъ» выставлена в музейной экспозиции. Как считает Елена Каракина, в имеющихся рукописях стихов «силён призвук поэтов-сатириконовцев — и Дона Аминадо, и Саши Чёрного, тем не менее мы не имеем права говорить об их вторичности. Скорей о параллельности настроений петербургских и одесских поэтов начала века». Его немногочисленные юмористические произведения доступны сейчас в составе сборника «Антология Сатиры и Юмора России XX века». Том 32. «Одесский юмор».
Безымянная могила Семёна Иосифовича Кесельмана находится рядом с могилой его супруги Милицы Степановны Савельевой (Зароковой).

### Сатира и пародии
- Муж. Рассказ. — Молодой журнал, <Одесса>, 1913, № 1. С. 44–46;
- Искания. Сатирическая поэзия.
- Поэт, блины и любовь. Масленичная история с моралью. Стихотворение.
- Случай в провинции. Сатирическая поэзия.
- Баллада о Джоне Фальстафе. (Виктору Хенкину) Стихотворение.
- Предвыборная песня Правая. Стихотворение.
- «Кто говорит, что у меня есть муж…» Пародия на стихи Игоря Северянина.

### Лирика
- «Я жду любви, как позднего трамвая». Стихотворение. — Альманах «Шёлковые фонари», Одесса, 1914. С. 23;
- Вид из окна. Стихотворение.
- Святой Николай. Стихотворение. 1913 г. — Одесские новости. 1915. 22 марта (4 апреля). С. 2; Стихотворение перепечатано в петроградском журнале «Новый Сатирикон». 1916. № 49 (1 декабря). С. 5;
- Зимняя гравюра. Стихотворение. 1914. — Альманах «Шёлковые фонари», Одесса, 1914. С. 24:
- Окно в апрель. Стихотворение. 1914
- Агнесса. Стихотворение. — Огоньки. Литературно-художественный еженедельник. Одесса. 1918. 8 июня (27 мая). <С.1>;